# Allocosa mexicana
Allocosa mexicana är en spindelart som först beskrevs av Banks 1898.  Allocosa mexicana ingår i släktet Allocosa och familjen vargspindlar. Inga underarter finns listade i Catalogue of Life.